# Флэфф, Джордж Бернард
Джордж Бернард Флэфф (англ. George Bernard Flahiff; 26 октября 1905, Пэрис, Онтарио, Канада — 22 августа 1989, Торонто, Канада) — канадский кардинал, базилианин. Архиепископ Виннипега с 10 марта 1961 по 31 марта 1982. Кардинал-священник с титулом церкви Санта-Мария-делла-Салюте-а-Примавалле с 28 апреля 1969. 